# 13 км (колійний пост)
13 км — колійний пост Одеської дирекції Одеської залізниці.
Розташований на півдні села Сухий Лиман, біля сіл Балка і Таїрове Одеського району Одеської області на лінії Одеса-Застава I — Арциз між станціями Одеса-Західна (6 км) та Ксенієве (4 км).
Точна дата відкриття колійного поста невідома. Виник пост після 1981 року на вже існуючій лінії Одеса — Ізмаїл, електрифікованій 1973 року.
Пост має зупинний пункт. Приміські поїзди тут зупиняються, пасажирські проїжджають без зупинки.